# 滇藏公路
滇藏公路（藏語：ཡུན་བོད་གཞུང་ལམ，威利转写：yun bod gzhung lam）全長714公里，1974年完成並且通車，是214国道的一部分。起點為中国雲南下关，终点为西藏芒康，全长715km，是214国道的组成部分。它穿過橫斷山區原始森林，橫跨金沙江，翻過百芒雪山和红拉雪山垭口（海拔4380米）。

## 历史
1950年8月开工，不到一年通车到丽江。背景是解放西藏，云南军区派出一支解放军部队进军藏东南的支前交通保障。
1956年8月，在停工五年后，恢复施工。1961年1月修建到西藏盐井后，几次大暴雨导致德钦至盐井113km的沿澜沧江线很多路基被毁，被迫停工6年。
1967年7月第三次开工，交通部第一公路设计院勘察设计，云南省第六工程团施工。1973年10月修建至川藏南线的芒康，全路通车。
实际施工期11年半，投工1004万个，投资5527万元，土石方2376万立方米，石方占51.8%。建大桥4座，总长573米；中小桥梁112座；涵洞1764道；挡墙16.9万立方米；隧道3座，总长234米。尤其是德钦至盐井113km的沿澜沧江线，悬崖陡壁、岩崩、塌方比比皆是，通车时每公里平均完成土石方9.9万立方米。其中德钦县佛山乡以南的541K至551K，为避让地震塌方集中区，被迫修建两座大桥绕道澜沧江西岸。

## 沿路名勝
- 飛來寺

## 丙察察線
為滇藏新通道，連接雲南省貢山縣丙中洛鄉-（西藏察隅縣）察瓦龍鄉-察隅縣城，全長270公里，屬219国道。